# ターロ川でフランスのシャルル8世と戦うフランチェスコ2世・ゴンザーガ
『ターロ川でフランスのシャルル8世と戦うフランチェスコ2世・ゴンザーガ』（ターロがわでフランスのシャルルはっせいとたたかうフランチェスコにせいゴンザーガ、独: Der Gonzaga-Zyklus, Francesco II. Gonzaga kämpft in der Schlacht am Taro gegen Karl VIII. von Frankreich, 伊: Francesco II Gonzaga alla battaglia del Taro）は、イタリア・ルネサンスのヴェネツィア派の巨匠ティントレットが1578-1579年にキャンバス上に油彩で描いた作品である。おそらくマクシミリアン2世エマヌエル (バイエルン選帝侯) が購入し、1748年からシュライスハイム宮殿にあったことが記録されている。現在、作品は、ミュンヘンのアルテ・ピナコテークに所蔵されている。

## 作品
この作品は、グリエルモ・ゴンザーガによりマントヴァのドゥカーレ宮殿のためにティントレットに委嘱された「ゴンザーガ家の栄光」 (fasti gonzagheschi) として知られる8点の連作絵画のうちの1点である。様式的には、ヴェネツィアのサン・ロッコ大同信会の絵画作品に近い。
絵画は、1494年7月6日に退却しつつあったフランスのシャルル8世の軍隊と、フランチェスコ2世・ゴンザーガに指揮されたヴェネツィア共和国・ミラノ公国連合軍が相対した血塗られたフォルノーヴォの戦い を表している。戦いに決着はつかなかったが、両軍とも勝利を宣言した。戦闘中、大いなる勇気を示したフランチェスコ2世は、画面上部左側で自軍に指示を与えている。彼の背後に描かれている太陽のある軍旗が光輪のような印象を与えている。